# Luis Resto
Luis Edgardo Resto (Ann Arbor, 22 luglio 1961) è un produttore discografico, paroliere e compositore statunitense.

## Biografia
Attivo come produttore, musicista e autore, suona principalmente le tastiere, ma anche le percussioni.
Nato ad Ann Arbor (Michigan) da discendenti portoricani, è cresciuto a Detroit, città in cui ha da sempre lavorato.
Nel 2002 ha collaborato alla produzione e alla scrittura del brano Lose Yourself di Eminem, che ha vinto diversi premi tra cui l'Oscar alla migliore canzone e il Grammy Award alla canzone dell'anno.
Ha lavorato con molti artisti del mondo hip hop. Oltre a Eminem (Lose Yourself, Encore, Relapse, Recovery, The Marshall Mathers LP 2, The Death Of Slim Shady), ha collaborato con Jay-Z, 2Pac (Loyal to the Game), 50 Cent (The Massacre), Obie Trice (Second Round's on Me), Ca$his (The County Hound EP), Lil Wayne (Drop the World), B.o.B., Lloyd Banks e Bad Meets Evil (Hell: The Sequel).